# National Football League 2022
Sezóna National Football League 2022 je 103. ročníkem základní části Národní Fotbalové Ligy (NFL). Začala 8. září 2022, kdy v úvodním zápase podlehl obhájce titulu Los Angeles Rams týmu Buffalo Bills 10:31. Základní část skončí 8. ledna 2023. Play-off je naplánováno na 14. ledna 2023 a bude zakončeno 57. Super Bowlem, který se odehraje na stadionu State Farm Stadium v Glendale v Arizoně 12. února.
Bývalý tým Washington Redskins byl po dvou sezónách, kdy používal zástupný název Washington Football Team, přejmenován na Washington Commanders.

## Přestupy hráčů
Ročník NFL 2022 začal oficiálně 16. března 2022 spolu s přestupy volných hráčů.

### Volní hráči
Následující volní hráči přestoupili mezi kluby.
- Quarterbaci Marcus Mariota (Las Vegas → Atlanta) a Mitchell Trubisky (Buffalo → Pittsburgh)
- Running baci Chase Edmonds (Arizona → Miami), Ronald Jones II (Tampa Bay → Kansas City), Sony Michel (Los Angeles Rams → Miami) a Raheem Mostert (San Francisco → Miami).
- Wide receiveři D. J. Chark (Jacksonville → Detroit), Russell Gage (Atlanta → Tampy Bay), Jakeem Grant (Chicago → Cleveland), Julio Jones (Tennessee → Tampy Bay), Zay Jones (Las Vegas → Jacksonvill), Christian Kirk (Arizona → Jacksonvill), Jarvis Landry (Clevelandu → New Orleans), Allen Robinson (Chicago → Los Angeles Rams), JuJu Smith-Schuster (Pittsburgh → Kansas City) a Sammy Watkins (Baltimor → Green Bay).
- Tight endi Evan Engram (New York Giants → Jacksonville), Gerald Everett (Seattle → Los Angeles Chargers), Austin Hooper (Cleveland → Tennessee), O. J. Howard (Tampa Bay → Buffalo), Hayden Hurst (Atlanta → Cincinnati) a C. J. Uzomah (Cincinnati → New York Jets).
- Ofenzivní linemeni Terron Armstead (New Orleans → Miami), Duane Brown (Seattle → New York Jets), Alex Cappa (Tampa Bay → Cincinnati), La'el Collins (Dallas → Cincinnati), Austin Corbett (Los Angeles Rams → Carolina), Ted Karras (New England → Cincinnati), Andrew Norwell (Jacksonville → Washington), Rodger Saffold (Tennessee → Buffalo), Brandon Scherff (Washington → Jacksonville) a Laken Tomlinson (San Francisco → New York Jets).
- Defenzivní linemeni Carlos Dunlap (Seattle → Kansas City), Folorunso Fatukasi (New York Jets → Jacksonville), Dante Fowler (Atlanta → Dallas), Akiem Hicks (Chicago → Tampa Bay), Sebastian Joseph-Day (Los Angeles Rams → Los Angeles Chargers) a Jarran Reed (Kansas City → Green Bay).
- Linebackeři Randy Gregory (Dallas → Denver), Jordan Hicks (Arizona → Minnesota), Myles Jack (Jacksonville → Pittsburgh), Chandler Jones (Arizona → Las Vegas), Cory Littleton (Las Vegas → Carolina), Haason Reddick (Carolina → Philadelphia), Von Miller (Los Angeles Rams → Buffalo), Foyesade Oluokun (Atlanta → Jacksonville), Za'Darius Smith (Green Bay → Minnesota) a Bobby Wagner (Seattle → Los Angeles Rams).
- Defenzivní baci James Bradberry (New York Giants → Philadelphie), Stephon Gilmore (Carolina → Indianapolis), Casey Hayward (Las Vegas → Atlanta), J. C. Jackson (New England → Los Angeles Chargers), Tyrann Mathieu (Kansas City → New Orleans), Marcus Maye (New York Jets - New Orleans), Rodney McLeod (Philadelphia - Indianapolis), D. J. Reed (Seattle - New York Jets), Justin Reid (Houston - Kansas City), Logan Ryan (New York Giants - Tampa Bay), Charvarius Ward (Kansas City - San Francisco), Jordan Whitehead (Tampa Bay → New York Jets), Darious Williams (Los Angeles Rams → Jacksonville), Marcus Williams (New Orleans → Baltimore) a Xavier Woods (Minnesota → Carolina).
- Kicker Greg Zuerlein (Dallas → New York Jets)
- Punteři Johnny Hekker (Los Angeles Rams → Carolina), Thomas Morstead (Atlanta → Miami) a Bradley Pinion (Tampa Bay → Atlanta).

### Draft
Draft NFL 2022 se konal v Las Vegas v Nevadě ve dnech 28. až 30. dubna. Tým Jacksonville Jaguars si díky nejhoršímu výsledku v roce 2021 mohl vybírat jako první. Jedničkou draftu se stal Travon Walker z Georgie.

## Změny v pravidlech
Následující změny pravidel byly schváleny na setkání majitelů klubů NFL 28. března 2022:
- Pouze v play-off mají oba týmy během prodloužení jistotu jednoho držení míče. Týká se i případu, kdy tým s prvním držením míče docílí touchdown. Tato změna byla provedena v reakci na několik nedávných zápasů play-off.
- Experimentální pravidlo z roku 2021, které omezovalo počet hráčů přijímajícího týmu při výkopu na maximálně devět hráčů v oblasti mezi 10 a 25 yardy od místa výkopu, se stalo trvalým.

Dne 25. května 2022 byly provedeny následující změny ve vedení soupisek:
- Hráči, kteří jsou na seznamu zraněných hráčů, se mohou vrátit na soupisku po vynechání čtyř zápasů. Jedná se o zvýšení oproti dočasnému požadavku na tři zápasy, který platil v letech 2020 a 2021, aby se zohlednil dopad COVID-19 na soupisky, ale o snížení oproti osmi zápasům, které byly vyžadovány před rokem 2020.
- Týmy mohou povolit návrat ze seznamu zraněných hráčů na aktivní soupisku až osmi hráčům za sezónu. Před rokem 2020 tento limit činil dva hráče, ale pro roky 2020 a 2021 byl dočasně zrušen. Hráč se může během jedné sezóny vrátit vícekrát, ale každý návrat se započítává do přiděleného limitu osmi hráčů.
- Tréninkové týmy budou mít i nadále 16 hráčů. Dočasné zvýšení počtu hráčů z 12 na 16, které bylo původně zavedeno v roce 2020, se stalo trvalým.
- Týmy mohou povýšit až dva hráče z tréninkové soupisky na oficiální soupisku pro aktuální zápas. Hráč z tréninkového týmu může být takto povýšen až třikrát za sezónu, než ho tým bude muset zapsat na aktivní soupisku (oproti předchozímu limitu dvou zápasů).

## Předsezóna
Většina tréninkových táborů začala 27. července. Předsezóna začala 4. srpna zápasem Pro Football Hall of Fame Game, v němž Las Vegas porazilo Jacksonville.
V březnu liga přijala usnesení, podle něhož během tréninkového kempu až do druhého předsezónního zápasu museli ofenzivní a defenzivní linemeni, linebackeři a tight endi používat tzv. ochranné čepice. Jednalo se o vnější polstrování umístěné na helmě a mělo snížit síly působící při kontaktu hlavy s hlavou a omezit zranění hlavy, která mohou při takovém kontaktu vzniknout.

## Základní část
Sezóna se má hrát v osmnáctitýdenním rozvrhu, který začíná 8. září. Každý z 32 ligových týmů odehraje 17 zápasů, přičemž každý tým má jeden týden volna. Konec základní části je naplánován na 8. ledna 2023.
Každý tým hraje dvakrát s ostatními třemi týmy ve své vlastní divizi, jeden zápas s každým ze čtyř týmů z divize ve své vlastní konferenci, jeden zápas s každým ze čtyř týmů z divize v jiné konferenci, jeden zápas s každým ze zbývajících dvou týmů ve své konferenci, které v předchozí sezóně skončily na stejném místě ve své divizi (např. tým, který skončil čtvrtý ve své divizi, by hrál se všemi třemi dalšími týmy ve své konferenci, které také skončily čtvrté ve své divizi), a jeden zápas s týmem z jiné divize v jiné konferenci, který také v předchozí sezóně skončil na stejném místě ve své divizi.
Dvojice divizí pro rok 2022 jsou následující:
| V konferenci AFC East vs AFC North AFC South vs AFC West NFC East vs NFC North NFC South vs NFC West | Mezi konferencemi AFC East vs NFC North AFC North vs NFC South AFC South vs NFC East AFC West vs NFC West |

### Zajímavosti v rozpisech zápasů
- NFL Kickoff Game: Sezóna 2022 začala ve čtvrtek 8. září 2022, když se obhájci Super Bowlu XLVI Los Angeles Rams utkali s Buffalo Bills. Buffalo v zápase zvítězilo.

- NFL International Series: V roce 2022 se v Londýně odehrají tři zápasy. Minnesota vs New Orleans 2. října na stadionu Tottenham Hotspur, New York Giants vs Green Bay 9. října na stadionu Tottenham Hotspur a Denver vs Jacksonville 30. října na stadionu Wembley. Poprvé se bude hrát také v Německu. V mnichovské Allianz Areně se 13. listopadu představí týmy Seattle a Tampy Bay. Všechna čtyři utkání mají začátek v 9:30 SELČ. 21. listopadu se mezinárodní série vrátí také do Mexika. San Francisco se utká s Arizonou na Estadio Azteca v Mexico City v rámci Monday Night Football.

- Zápasy na Den díkůvzdání: Stejně jako od roku 2006 jsou na čtvrtek 24. listopadu naplánovány tři zápasy: Buffalo vs Detroit, New York Giants vs Dallas a New England vs Minnesota.

- Vánoční zápasy: 25. prosince připadá na neděli. V takovém případě se běžné nedělní zápasy hrají v sobotu. V roce 2022 bude liga poprvé hrát tři zápasy, které se budou skládat z odpoledního dvojzápasu, v němž se utkají Green Bay s Miami a Denver s Los Angeles Rams a ze zápasu Sunday Night Football, v němž se utkají Tampa Bay s Arizonou. Liga také naplánovala zápas Las Vegas vs Pittsburgh.

### Celkové pořadí základní části
| AFC East             | AFC East | AFC East | AFC East | AFC East | AFC East | AFC East | AFC East | AFC East | AFC East |
|                      | V        | P        | R        | PCT      | DIV      | CONF     | BZ       | BO       | Série    |
| -------------------- | -------- | -------- | -------- | -------- | -------- | -------- | -------- | -------- | -------- |
| Buffalo Bills        | 1        | 0        | 0        | 1.000    | 0–0      | 0–0      | 31       | 10       | W1       |
| Miami Dolphins       | 0        | 0        | 0        | –        | 0–0      | 0–0      | 0        | 0        |          |
| New England Patriots | 0        | 0        | 0        | –        | 0–0      | 0–0      | 0        | 0        |          |
| New York Jets        | 0        | 0        | 0        | –        | 0–0      | 0–0      | 0        | 0        |          |

| AFC North           | AFC North | AFC North | AFC North | AFC North | AFC North | AFC North | AFC North | AFC North | AFC North |
|                     | V         | P         | R         | PCT       | DIV       | CONF      | BZ        | BO        | Série     |
| ------------------- | --------- | --------- | --------- | --------- | --------- | --------- | --------- | --------- | --------- |
| Baltimore Ravens    | 0         | 0         | 0         | –         | 0–0       | 0–0       | 0         | 0         |           |
| Cincinnati Bengals  | 0         | 0         | 0         | –         | 0–0       | 0–0       | 0         | 0         |           |
| Cleveland Browns    | 0         | 0         | 0         | –         | 0–0       | 0–0       | 0         | 0         |           |
| Pittsburgh Steelers | 0         | 0         | 0         | –         | 0–0       | 0–0       | 0         | 0         |           |

| AFC South            | AFC South | AFC South | AFC South | AFC South | AFC South | AFC South | AFC South | AFC South | AFC South |
|                      | V         | P         | R         | PCT       | DIV       | CONF      | BZ        | BO        | Série     |
| -------------------- | --------- | --------- | --------- | --------- | --------- | --------- | --------- | --------- | --------- |
| Houston Texans       | 0         | 0         | 0         | –         | 0–0       | 0–0       | 0         | 0         |           |
| Indianapolis Colts   | 0         | 0         | 0         | –         | 0–0       | 0–0       | 0         | 0         |           |
| Jacksonville Jaguars | 0         | 0         | 0         | –         | 0–0       | 0–0       | 0         | 0         |           |
| Tennessee Titans     | 0         | 0         | 0         | –         | 0–0       | 0–0       | 0         | 0         |           |

| AFC West             | AFC West | AFC West | AFC West | AFC West | AFC West | AFC West | AFC West | AFC West | AFC West |
|                      | V        | P        | R        | PCT      | DIV      | CONF     | BZ       | BO       | Série    |
| -------------------- | -------- | -------- | -------- | -------- | -------- | -------- | -------- | -------- | -------- |
| Denver Broncos       | 0        | 0        | 0        | –        | 0–0      | 0–0      | 0        | 0        |          |
| Kansas City Chiefs   | 0        | 0        | 0        | –        | 0–0      | 0–0      | 0        | 0        |          |
| Las Vegas Raiders    | 0        | 0        | 0        | –        | 0–0      | 0–0      | 0        | 0        |          |
| Los Angeles Chargers | 0        | 0        | 0        | –        | 0–0      | 0–0      | 0        | 0        |          |

| NFC East              | NFC East | NFC East | NFC East | NFC East | NFC East | NFC East | NFC East | NFC East | NFC East |
|                       | V        | P        | R        | PCT      | DIV      | CONF     | BZ       | BO       | Série    |
| --------------------- | -------- | -------- | -------- | -------- | -------- | -------- | -------- | -------- | -------- |
| Dallas Cowboys        | 0        | 0        | 0        | –        | 0–0      | 0–0      | 0        | 0        |          |
| New York Giants       | 0        | 0        | 0        | –        | 0–0      | 0–0      | 0        | 0        |          |
| Philadelphia Eagles   | 0        | 0        | 0        | –        | 0–0      | 0–0      | 0        | 0        |          |
| Washington Commanders | 0        | 0        | 0        | –        | 0–0      | 0–0      | 0        | 0        |          |

| NFC North         | NFC North | NFC North | NFC North | NFC North | NFC North | NFC North | NFC North | NFC North | NFC North |
|                   | V         | P         | R         | PCT       | DIV       | CONF      | BZ        | BO        | Série     |
| ----------------- | --------- | --------- | --------- | --------- | --------- | --------- | --------- | --------- | --------- |
| Chicago Bears     | 0         | 0         | 0         | –         | 0–0       | 0–0       | 0         | 0         |           |
| Detroit Lions     | 0         | 0         | 0         | –         | 0–0       | 0–0       | 0         | 0         |           |
| Green Bay Packers | 0         | 0         | 0         | –         | 0–0       | 0–0       | 0         | 0         |           |
| Minnesota Vikings | 0         | 0         | 0         | –         | 0–0       | 0–0       | 0         | 0         |           |

| NFC South            | NFC South | NFC South | NFC South | NFC South | NFC South | NFC South | NFC South | NFC South | NFC South |
|                      | V         | P         | R         | PCT       | DIV       | CONF      | BZ        | BO        | Série     |
| -------------------- | --------- | --------- | --------- | --------- | --------- | --------- | --------- | --------- | --------- |
| Atlanta Falcons      | 0         | 0         | 0         | –         | 0–0       | 0–0       | 0         | 0         |           |
| Carolina Panthers    | 0         | 0         | 0         | –         | 0–0       | 0–0       | 0         | 0         |           |
| New Orleans Saints   | 0         | 0         | 0         | –         | 0–0       | 0–0       | 0         | 0         |           |
| Tampa Bay Buccaneers | 0         | 0         | 0         | –         | 0–0       | 0–0       | 0         | 0         |           |

| NFC West            | NFC West | NFC West | NFC West | NFC West | NFC West | NFC West | NFC West | NFC West | NFC West |
|                     | V        | P        | R        | PCT      | DIV      | CONF     | BZ       | BO       | Série    |
| ------------------- | -------- | -------- | -------- | -------- | -------- | -------- | -------- | -------- | -------- |
| Arizona Cardinals   | 0        | 0        | 0        | –        | 0–0      | 0–0      | 0        | 0        |          |
| San Francisco 49ers | 0        | 0        | 0        | –        | 0–0      | 0–0      | 0        | 0        |          |
| Seattle Seahawks    | 0        | 0        | 0        | –        | 0–0      | 0–0      | 0        | 0        |          |
| Los Angeles Rams    | 0        | 1        | 0        | .000     | 0–0      | 0–0      | 10       | 31       | L1       |

## Shrnutí zápasů

### 1. týden
Buffalo Bills vs Los Angeles Rams 31:10
Při zahájení sezóny 2022 ztratil trenér Rams Sean McVay první čtvrtinu. Stalo se tak poprvé od jeho nástupu na pozici hlavního trenéra. Ve druhé čtvrtině již prohrával tým Los Angeles 10:0. Díky 4 yardové touchdownové přihrávce quarterbacka Matthewa Stafforda na wide receivera Coopera Kuppa a proměněnému 57 yardovému field goal srovnali na 10:10. Ve třetí a čtvrté třetině však obrana Rams nestačila na útok Bills. Konečný výsledek završil 53 yardovou přihrávkou quarterback Josh Allen na wide receivera Stefona Diggse. Stafford překonal hranici 50 000 přihrávkových yardů v kariéře, dokončil 29 ze 41 přihrávek na 240 yardů, ale hodil tři interceptions a byl sedmkrát sackován.